# Jacob Staal
Jacob (Jaap) Staal (Assen, 8 juli 1913 - 1981) was een Nederlands militair officier die onder andere deelnam aan Operatie Market Garden in 1944. Voor zijn verdiensten kreeg hij van Nederlandse zijde het Bronzen Kruis. De Verenigde Staten onderscheidde hem met de Medal of Freedom met bronzen palm.
Staal was een Engelandvaarder die zich daar bij het Britse regiment Queen's Own Dorset Yeomanry had gevoegd. In 1944 werd hij, als luitenant, samen met de Nederlandse officiers Arie Dirk Bestebreurtje, Henk Brinkgreve en Jacobus Groenewoud opgeleid voor deelname aan Operatie Jedburgh. Hierbij gingen speciale eenheden achter de vijandige linies om het plaatselijk verzet te organiseren en ondersteunen.
Tijdens Operatie Market Garden maakte Staal deel uit van het Jedburgh-team Edward, een vijfkoppig team dat op 17 september 1944  per zweefvliegtuig nabij Groesbeek landde. Staal, die inmiddels de rang van kapitein had, was het enige Nederlandse lid van zijn team. Team Edwards missie was om het plaatselijk verzet te organiseren en begeleiden, als tussenschakel te dienen tussen de geallieerde luchtlandingstroepen en het Nederlands verzet, tactische inlichtingen in te winnen over het gebied en communicatielijnen in stand te houden tussen de verschillende Jedburgh-teams die deelnamen aan Market Garden. De geallieerden waren na afloop zeer tevreden over de resultaten van zijn missie. Op 28 september keerde het team vanuit Brussel weer terug naar Londen.
Na de Tweede Wereldoorlog kreeg hij de rang van reserve-luitenant-kolonel van de artillerie. Hij emigreerde in 1947 naar Zuid-Afrika.